# Emil Brettle
Emil Brettle (* 5. Dezember 1877 in Schatthausen; † Sommer 1945 im Lager Treysa, Schwalmstadt) war Oberreichsanwalt des Deutschen Reichs im Nationalsozialismus.

## Leben
Der Sohn eines Oberlehrers legte 1901 und 1905 die juristischen Staatsprüfungen ab. 1905 wurde er als Gerichtsassessor eingestellt und wurde 1913 zum Amtsrichter in Mannheim ernannt. Von 1906 bis 1914 war er Mitglied der Nationalliberalen Partei. Am Ersten Weltkrieg nahm er als Hauptmann der Artillerie teil. Am 1. Mai 1918 erfolgte eine weitere Beförderung zum Landrichter und 1920 ernannte man ihn zum ersten Staatsanwalt in Mannheim. Oberstaatsanwalt wurde er im März 1926 in Waldshut, im April 1931 in Mannheim. Am 13. März 1933 übernahm er kommissarisch den Posten des Generalstaatsanwalt beim Oberlandesgericht Karlsruhe und wurde wohl am 27. April 1933 zum Ministerialrat im badischen Justizministerium und im August 1933 endgültig zum Generalstaatsanwalt bestellt. Rudolf Heß gab am 22. Mai 1937 die Zustimmung, dass Brettle zum 1. Juni zum Oberreichsanwalt beim Reichsgericht ernannt wurde, obwohl er noch nicht NSDAP-Mitglied war. Am 23. Mai 1937 beantragte Brettle die Aufnahme in die NSDAP und wurde rückwirkend zum 1. Mai desselben Jahres aufgenommen (Mitgliedsnummer 4.354.281).
In dieser Funktion regte Brettle die Einführung einer Nichtigkeitsbeschwerde an, um Sondergerichtsurteile nachprüfen zu können. Die Verordnung vom 21. Februar 1940 führt die Nichtigkeitsbeschwerde gegen Urteile von Amtsrichtern, von Strafkammern und von Sondergerichten ein.
Im Februar 1940 erschien im SS-Journal Das Schwarze Korps unter der Überschrift „Das fehlte gerade“ ein Artikel, der die strenge Spruchpraxis der Gerichte in Deutschland pries und als Beispiel das Todesurteil für einen Mann, dem unanständige Handlungen mit zwei Jungen vorgeworfen wurden, lobte und die Spruchpraxis der Gerichte in Österreich für ihre Milde kritisierte. Fünf Tage nach der Veröffentlichung des Artikels teilte Staatssekretär Roland Freisler an Oberreichsanwalt Brettle mit, dass Reichsgerichtspräsident Erwin Bumke diese Kritik wertschätzte. Sie hatten beschlossen, den nächsten geeigneten Fall vor den Großen Senat des Reichsgerichts zu bringen.
Freisler handelte umgehend und ließ eine Denkschrift an alle Staatsanwaltschaften in Österreich in Umlauf geben, die sie anwies, die Gesetze entsprechend der Spruchpraxis der Gerichte in Deutschland anzuwenden. Am 27. November 1941 schrieb Brettle an Freisler, dass der sechste Senat des Reichsgerichtes, der sich mit Österreich befasste, der deutschen Interpretation des herrschenden Gesetzes zur Sodomie zustimmte.

### Filbinger
Im Januar 1937 teilte Brettle Hans Filbinger mit, er bekäme eine Zulassung zum zweiten juristischen Examen, wenn die aktenkundigen politischen Beanstandungen ausgeräumt wären, Filbinger trat kurz darauf der NSDAP bei, um seine Referendarzeit beginnen zu können.

## Ehrungen
- 28. April 1938 Goldenes Treuedienst-Ehrenzeichen
- 1. September 1943 Kriegsverdienstkreuz II. Klasse
- 22. September 1944 Kriegsverdienstkreuz I. Klasse

## Veröffentlichungen
- Ein Jahr Nichtigkeitsbeschwerde, Deutsches Recht 1941, S. 561 ff.
- Zusammenarbeit der Reichsanwaltschaft und des Reichsgerichtes, in: Erwin Bumke zum 65. Geburtstag, Berlin 1939[6].